# Роман-газета
«Рома́н-газе́та» — советская и российская книжная серия, выходящая нерегулярно с 1927 по 1942 год, ежемесячно с 1946 по 1956 год и дважды в месяц с 1957 года.
В редколлегии серии в разное время работали писатели Юрий Бондарев, Семён Борзунов, Олесь Гончар, Даниил Гранин, Сергей Залыгин, Леонид Леонов, Евгений Носов, Пётр Проскурин, Валентин Распутин и др.

## История
Мысль о профиле и особенностях издания принадлежит В. И. Ленину. В 1921 году, ставя задачи Наркомпросу, он писал о необходимости издавать романы для народа «в виде пролетарской газеты». Пожелание было осуществлено энтузиастами издательства «Московский рабочий». В июле 1927 года вышел первый выпуск, где был напечатан роман немецкого писателя И. Бехера «Грядущая война». Формат издания был форматом современных газет. Количество страниц зависело от объёма печатаемого произведения: каждое из них давалось полностью в одном номере «Роман-газеты». В тексте были иллюстрации. В дальнейшем формат менялся, в частности, был и книжным.
Первый год выпуски серии распространялись только в розницу; с 1928 года серия стала подписной. С 1931 года «Роман-газету» стал издавать Гослитиздат. «Роман-газета» сделала широко популярным рассказ А. И. Солженицына «Один день Ивана Денисовича» и самого автора, когда напечатала его в 1963 году тиражом 700 тыс. экземпляров; спустя год редколлегия выдвинула рассказ на Ленинскую премию.
На протяжении длительного времени наряду с советскими авторами печатались и произведения зарубежных писателей. С 1981 года произведения зарубежных авторов в «Роман-газете» не печатаются.
Каталог «Роман-газеты» был опубликован в выпуске № 14 за 1987 год, с дополнением в выпуске № 8 за 1989 год.
К июлю 1987 года (к 60-летию со дня выхода в свет первого выпуска серии) было издано 1066 выпусков «Роман-газеты» общим тиражом свыше 1 млрд 300 млн экземпляров. За этот период в «Роман-газете» выступило 528 авторов, из них 434 советских писателя и 94 зарубежных. Опубликовано 440 романов, 380 повестей и 12 стихотворных произведений.

## Периодичность (выпусков в год)
- 1927 год — 12 выпусков
- 1928 год — 18 выпусков
- 1929 год — 24 выпуска
- 1930 год — 22 выпуска
- 1931 год — 4 выпуска
- 1932—1940 гг. — 12 выпусков
- 1941 год — 6 выпусков
- 1942 год — 8 выпусков
- 1943—1945 гг. — не издавалась
- 1946—1956 гг. — 12 выпусков
- с 1957 года — 24 выпуска (в 2017 году вышел дополнительный, 25-й выпуск с каталогом публикаций за 1927—2017 годы)

## Главные редакторы
- 1958 (?) — 1975 — В. Г. Ильинков — зав. редакцией
- 1976 — В. В. Шатыгин, Г. Панкратова — редакторы
- 1978—1980 — Геннадий Гусев
- 1981—2001 — Валерий Ганичев
- 2001 — Виктор Меньшиков
- 2001 — настоящее время — Юрий Козлов

## Тираж
- 1927 — 50 тыс. экз.
- 1930 — 150 тыс. экз.
- 1946 — 100 тыс. экз.
- 1957 — 500 тыс. экз.
- 1964 — 1 млн экз.
- 1985 — 2 млн 200 тыс. экз.[2]
- 1988 — 3 млн 500 тыс. экз.[3]
- 1989 — 3 млн 920 тыс. экз.
- 1990 — 3 млн 360 тыс. экз.[4]
- 1991 — 2 млн 716 тыс. экз.
- 2018 — 2 тыс. экз.[5]